# Поликарп I Византийски
Поликарп I е епископ на Византион. Наследява епископ Онисим през 69 година и е епископ 18 години до смъртта си през 89 година. Последните осем години от заемането на поста (от 81 година) са по време на гоненията на християните от император Домициан.